# طريق السماء
طريق السماء (بالصينية: 天道) أو ناضل من أجل العدالة (بالإنجليزية: Fight For Justice)‏ هو مسلسل درامي على قناة سانلي تايوان الساعة 8 لعام 2023، بالتزامن مع دراما الاحتفال بالذكرى الثلاثين لتلفزيون سانلي، يتم إنتاجه بواسطة هواتشان للترفيه الإعلامي (بالصينية: 華展娛樂傳媒) بمساعدة شركة ميديا الأوقات السحرية (بالصينية: 魔力時代傳媒). تدور المسرحية حول موضوع الانتقام. بدأ التصوير في 26 مارس 2023، وعقد مؤتمر صحفي للكشف عن الشخصية في 11 أبريل 2023، ثم بدأ البث في 3 مايو 2023. انتهى تصوير الموقع في يوليو 2024.